# طير أرتميس
أرتميس فاول هي سلسلة روايات خيال علمي فنتازيا من ثماني روايات خيالية كتبها المؤلف الأيرلندي وين كولفر، وبطلها هو العقل المدبر الإجرامي أرتميس فاول الثاني. لاقت السلسلة استحسان النقاد، وحققت مبيعات ضخمة. وحولت عدة معالجات لها أيضًا إلى روايات مصورة.
كان الفيلم الذي بنيت قصته على أساس الرواية الأولى في طور التحضير من قبل ديزني منذ عام 2016، حتى صدر في النهاية عبر خدمة بث منصة ديزني بلس في 12 يونيو 2020.

## نظرة عامة على السلسلة
في الكتاب الأول، قام العبقري ارتميس فاول الثاني البالغ من العمر اثني عشر عامًا، وحارسه الشخصي بتلر باختطاف هولي شورت، وهو قزم وقبطان قوة استطلاع شرطة العناصر السفلى. واحتجزها مقابل فدية قدرها طن من الذهب لاستغلال القوى السحرية للجنيه واستعادة ثروة عائلته.
يقدم المسلسل أرتميس باعتباره الشرير وعدو الناس، ولكن مع تقدم الكتب، تتطور شخصية أرتميس وتتغير. وبصفته نقيض البطل، يقوم أرتميس بمساعدة الناس في حل النزاعات ذات التداعيات العالمية. وتتطور بوصلته الأخلاقية على مدار السلسلة، والتي تختتم بأرتميس فاول والوصي الأخير.

## السلسلة الرئيسية

### أرتميس فاول
هو أول كتاب في سلسلة أرتميس فاول. تدور أحداثه حول مغامرات أرتميس فاول، وهو العقل الإجرامي المدبر البالغ من العمر 12 عامًا، حيث يختطف الجنية للحصول على فدية كبيرة من الذهب بمساعدة حارسه الشخصي دوموفوي بتلر، وشقيقته الصغرى جولييت بتلر، كي يستعيد فاول ثروة الأسرة. وبعد عدة محاولات فاشلة من جانب شرطة العناصر السفلى (LEP) لتقويض مؤامراته، يختتم الكتاب بإفراج أرتميس أخيرًا عن هولي شورت، القزم الذي اختطفه، وشفيت والدته من الجنون (مقابل نصف ذهب الفدية الذي كان قد سرقه من الجنيات).

### أرتميس فاول وحادث القطب الشمالي
وهو الكتاب الثاني من السلسلة. يأتي ذلك بعد إنقاذ والد أرتميس أرتميس فاول الأول من المافيا الروسية، جنبًا إلى جنب مع المعركة ضد عصابة غوبلن بوا كيل الذين تحالفوا مع العبقرية المجنونة أوبال كوبوي، والضابط براير كودجون لمساعدتها على الخروج. تشتبه شرطة العناصر السفلى في الأصل في أن أرتميس هو من دبر تمرد العفريت، ولكن تتم تبرئته من كل الشكوك بعد أن يتم فحصه باستخدام الريتميجر. ثم يعقد كل من هولي شورت (قبطان LEP)، وجوليوس روت قائد قوة LEP، وفولي (القنطور والمشرف التكنولوجي الرئيسي لـ LEP)، اتفاقًا مع أرتميس للعمل معًا لوقف تمرد العفريت، ويساعدهم مالتش ديجامز في منتصف الطريق. وللوفاء بالجزء الخاص بهم من الاتفاق يساعدون أرتميس في النهاية في العثور على والده الذي كان مفقودًا منذ عامين.

### أرتميس فاول وشفرة الأبدية
تدور أحداث الكتاب الثالث من السلسلة أرتميس فاول وشيفرة الأبدية حول سرقة جون سبيرو للمكعب الخيالي وكيفية استعادته. جون سبيرو هو رجل أعمال أمريكي قام حارسه الشخصي بقتل بتلر وسرقة مكعب أرتميس، وهو عبارة عن حاسوب عملاق محمول باليد صنعه من تقنية خرافية مسروقة. يضع أرتميس بتلر في ثلاجة للأسماك في محاولة عاجلة لحفظه بالتبريد، وفي النهاية يقوم العفريت هولي شورت بإحيائه. يتعاون سبيرو مع مولش ديجامز (تحت الاسم المستعار مو ديجانس)، ولوفرز ماكجاير لاختطاف أرتميس للوصول إلى مكعبه الذي تم تشفيره بواسطة شيفرة الأبدية وأرتميس هو فقط من يعرف كيفية فك تشفيره. يوافق هولي على المساعدة، ولكن بشرط أن يتم محو ذهن أرتميس وحلفائه. قام القزم بمساعدة جولييت شقيقة بتلر بمداهمة سبيرو نيدل، المبنى الذي يضم شركة سبيرو، واستعادوا المكعب مرة أخرى. ينتهي الكتاب مع الجنيات وفولي يمحون ذكريات البشر الثلاثة، ويمنح أرتميس مولش ديغامز ميدالية (مفترضة) كان هولي قد أعطاها لأرتميس في كتاب أرتميس فاول وحادث القطب الشمالي، وهو في الواقع قرص يعيد ذكرياته عن الجنيات.

### أرتميس فاول وخداع أوبال
يحكي الكتاب الرابع عن المحاولة الثانية للمتعطشة للسلطة والمجنونة أوبال كوبوي للسيطرة على العالم، فبعد محاولتها الأولى غير المثمرة في الرواية الثانية، تدفع كوبوي جيوفاني زيتو عالم البيئة الخيالي للاعتقاد بأنها ابنته بليندا. ثم تقنع جيوفاني بإرسال مسبارًا إلى الأرض، مما قد يؤدي إلى اكتشاف العالم الخيالي، وإيقاع مدينة هافن الخيالية في براثن البشر. يقتل القبطان روت في عملية إيقافها، ويتم إنقاذ أرتميس وبتلر من قنبلتها الحيوية. ويستعيد الاثنان ذكرياتهما من الميدالية، ويقوم مولتش، وأرتميس، وهولي، وبتلر بإحباط أوبال كوبوي مرة أخرى.

### أرتميس فاول والمستعمرة المفقودة
يتضمن الكتاب الخامس إعادة جزيرة هايبراس الشيطانية من ليمبو بمساعدة «إن*وان» وهو ساحر شيطاني قوي. يجتمع كل من أرتميس، وبتلر، ومولتش، وهولي، وفولي بعد أن واجه أرتميس شيطانًا من جزيرة هايبراس، ويلتقط هولي ومولتش مهرب الحيتان دودا داي. يخبرهم فولي بعد معركة تيلت، الحرب من أجل الأرض ضد الجنيات والإنسان، أرسلت عائلة الجنيات الشيطانية نفسها في جزيرة هايبراس التي يختلف فيها الزمن بحيث يمكن في جزيرتهم أن يكون وقتهم أي شيء في جزيرتنا. تعويذة الوقت تنهار، والشياطين تظهر على الأرض دون سابق إنذار. وإذا اكتشف البشر الشياطين فسوف يكتشفون حتمًا بقية الجنيات. يلاحق أرتميس وأصدقاؤه الساحر الشيطاني إن*وان، الذي اختطفته الطفلة المعجزة مينيرفا باراديزو. تنوي مينيرفا تقديم إن*وان للبشر كحيلة للفوز بجائزة نوبل. إلا أنها تركت مشروعها في النهاية وانضمت إليهم بعد أن انقلب حارسها بيلي كونغ عليها في منزلها. يسافر أرتميس، وهولي، وإن*وان، وكوان وهو ساحر شيطاني آخر عبر الزمن والمكان إلى هايبراس التي كان أرتميس قد خطط للتخلص منها بالقنبلة الحية التي أعطاها بيلي كونج لهولي لإبادة الشياطين في هايبراس لاعتقاده بأن شقيقه قتل على يد عصابة من الشياطين. يقاتل قائد المجموعة «ليون إبوت نزال» وجيشه من الشياطين في هايبراس أرتميس وأصدقائه. ويحدثون انفجار قنبلة قويًا بما يكفي لاستخدام طاقته وتحويله إلى سحر كافٍ لإعادة الجزيرة إلى الأرض حيث مرت 3 سنوات بسبب تعويذة الوقت. ينتهي الكتاب باكتشاف هولي أن مولتش قد جند دودا داي، واكتشف أرتميس أنه شقيق الأطفال الصغار.

### أرتميس فاول ومفارقة الزمن
تصاب والدة أرتميس أنجيلين فاول بمرض سبيلتروبي ويكمن العلاج الوحيد في سائل دماغ طائر الهيار الحريري، وآخرها الذي باعه أرتميس لمجموعة تدعى «المبيدين» عندما كان في العاشرة من عمره للحصول على المال لتمويل الحملة الاستكشافية البحث عن والده. يرسل أرتميس هولي والساحر إن*وان إلى الماضي حيث ينبغي على أرتميس محاربة نسخته السابقة لاستعادة آخر كمية من السائل قبل أن يقتله أرتميس الأصغر في صفقة تجارية مع الشيطان كرونسكي زعيم المبيدين. تزداد الأمور تعقيدًا عندما يكتشف أن أوبال كوبوي تتحكم في الانقراض وتتغذى على سوائل دماغ العديد من الحيوانات النادرة للغاية. تمنحها هذه السوائل قدرات خاصة وبراعة غير عادية في مجالات معينة. تؤدي المطاردة أخيرًا إلى التوصل إلى اتفاق بين الماضي والمستقبل، حيث يتم نقل أرتميس وهولي إلى المستقبل، بينما يتم محو ذهن أرتميس في الماضي. ونكتشف بالقرب من النهاية أن أوبال امتلكت أنجيلين. في ختام الكتاب، يستيقظ أرتميس في الماضي من حلمه بأفكار الجنيات، مما يشير إلى أن سفر أرتميس عبر الزمن كان الحافز لمخطط اختطافه في أرتميس فاول.

### أرتميس فاول وعقدة أطلانطا
يعاني أرتميس من عقدة أطلانطس وهي حالة خرافية تشبه مزيجًا من اضطراب الوسواس القهري، والبارانويا الشديدة، واضطراب تعدد الشخصية. ينتج عن هذا الظهور الأول لأوريون فاول، غروره المتغير. تتبع القصة تيرنبول روت الشقيق المجرم لجوليوس روت، والذي يخرج من السجن ويرسل مِسبارًا لتدمير أعدائه، بما في ذلك أرتميس، وأصدقائه الخياليين، وبتلر، الذين طردهم أرتميس بسبب جنون العظمة الذي تسببت به عقدة أطلانطس. بعد لم شمل بتلر وأرتميس وأصدقائه الخياليين، يقوموا بمطاردة تيرنبول وتعقبه بواسطة كرة كمبيوتر متصلة بالمجسات التي وجدها أرتميس تحت الماء، واكتشفوا أن تيرنبول قد اختطف الساحر الشيطاني إن*وان لإجباره على تجديد شباب ليونور زوجة تورنبول. وفي النهاية، يقُتل كل ليونور وتورنبول في انفجار للمكوك الذي تقوده ليونور لتحقيق رغبتها الأخيرة في أن تطير مرة أخرى، ويرسل أرتميس إلى عيادة خيالية ليشفى من عقدة أطلانطس.

### أرتميس فاول والحارس الأخير
صدر الكتاب الأخير من السلسلة في 10 يوليو 2012. تفتح أوبال كوبوي بوابة الجنون، وهي بوابة تقع في بلدة لفاول، وتسكن فيها أرواح الجنود الخياليين آخر ضحايا معركة تيلت وهي الضربة القاضية في الحرب التي أرسلت الجنيات تحت الأرض. بحضر أرتميس جلسته الأخيرة من العلاج من عقدة أطلانطا، ويندفع لإيقافها مع هولي وبتلر. وبعد أن يفشلوا تفتح أوبال البوابة الأولى التي تطلق أرواح المحاربين إلى العالم الحي. يبدأ المحاربون في الاستحواذ على أشخاص، وحيوانات أخرى من حولهم بما في ذلك الجثث، والحيوانات، وجولييت بتلر، وأخوة أرتميس الصغار مايلز وبيكيت. وبعد الهروب من أوبال ومن البلدة، يحاولوا منع أوبال من فتح البوابة الثانية والتي ستدمر كل إنسان على سطح الارض. وأثناء القيام بذلك قاموا على مضض) بمحاربة شقيق أرتميس الصغير مايلز الذي كشف لهم خطة أوبال بعد أن تركت روح المحارب الجنية جسده. يفشل أرتميس وأصدقاؤه في تدمير البوابة الثانية باستخدام الليزر الذي ابتكره، وينقذهم مولتش من جثث القراصنة الممسوسة مما يتسبب في ترك أرواح المحاربين الخيالية أجسادهم إلى الحياة الآخرى. ثم يدخلون مزرعة فاول حيث قرر أرتميس التضحية بنفسه من أجل منع أوبال من فتح البوابة الثانية. يرسل فولي استنساخ أوبال الذي أنتجه في الكتاب الرابع، وباستخدام يدها يمكنه جعل النسخة تغلق البوابات لأن السحر يتعرف على الحمض النووي للنسخة مثل أوبال. تنجذب جميع الجنيات في الدائرة إلى الحياة الآخرة، لكن إنسانية أرتميس وقوة إرادته المطلقة تمكن روحه من البقاء على الأرض. يحضر فولي استنساخًا من أرتميس، والذي تم نقله إلى البوابة المتضخمة الآن بعد ستة أشهر من وفاة أرتميس. ثم تسيطر روح أرتميس على الاستنساخ وهو على قيد الحياة مرة أخرى.

## توائم فاول
أعقب السلسلة سلسلة كتب عرضية أخرى سمى ت «التوأم فاول» والتي تتمحور حول شخصيات مايلز، وبيكيت فاول، أشقاء أرتميس فاول.
كان «التوام فاول» هو الكتاب الأول في السلسلة، والذي صدر في 5 نوفمبر 2019.
وكان «أنكر كل الاتهامات» هو الكتاب الثاني في السلسلة، وصدر في 20 أكتوبر 2020.

## أعمال مستوحاة من السلسلة
كتبت القصة القصيرة «أرتميس فاول: القزم السابع» ليوم الكتاب العالمي. ما بين الكتابين الأول والثاني.
يعد «ملفات أرتميس فاول» كتابًا مصاحبًا لسلسلة نُشرت في 4 أكتوبر 2004، والتي تضمنت القزم السابع وقصص أخرى. ويتضمن أيضًا مواد إضافية مثل تقرير مدرسة أرتميس فاول، ومقابلات حصرية مع أرتميس، وهولي، وبتلر، وفولي، وروت، وكولفر، ونصًا من كتاب شعب الجنيات للترجمة.
كما صدرت رواية مصورة مقتبسة من الكتاب الأول لأرتميس فاول وتم نشرها في 2 أكتوبر 2007. ثم صدرت رواية مصورة مقتبسة من الكتاب الثاني أرتميس فاول وحادث القطب الشمالي في 11 أغسطس 2009. ثم صدرت النسخة المصورة المقتبسة من الكتاب الثالث أرتميس فاول وشيفرة الأبدية في 9 يوليو 2013. وصدرت الرواية المصورة المقتبسة من الكتاب الرابع أرتميس فاول وخدعة أوبال في 15 يوليو 2014.
حولت شركة إلكترونك أرتس الكتب الستة الأولى في السلسلة إلى Nintendo DS وNintendo DSi كأجزاء في مجموعة Flips للأطفال، والتي صدرت في 4 ديسمبر 2009.
كما روى ناثانيال باركر النسخ المسموعة من السلسلة. وروى كل من أدريان دومبار، وإن رايتل إصدارات معينة من شركات الكتب الصوتية المختلفة.

## الشخصيات الرئيسية

### أرتميس فاول
يستخدم أرتميس فاول الثاني ذكائه لبناء ثروة عائلته من خلال الجريمة. لأن عائلته كانوا مجرمين لأجيال. أرتميس بارد، وساخر وغالبًا لا يرحم في تلاعبه بالناس لتحقيق غاياته الخاصة. بعد وفاة والده المفترضة على يد المافيا الروسية، وإصابة والدته لاحقًا بالجنون، توقف أرتميس عن حضور مدرسته الداخلية، وتولى السيطرة على إمبراطورية فاول الإجرامية، وشرع في فورة إجرامية لاستعادة ثروة الأسرة، وتمويل بعثات إلى القطب الشمالي لإنقاذ والده. قاده اهتمامه بالخوارق للطبيعة في النهاية إلى الاتصال بالناس في الكتاب الأول. بسبب التنشئة الصارمة، وعدم وجود أي مساواة فكرية لتأسيسه، فإن أرتميس محرج اجتماعيًا، وأفضل صديق له وحارسه الشخصي باتلر هو أحد الأفراد القلائل الذين يثق بهم أرتميس. إنه شاحب جدًا بشعر أسود أسود وعينان زرقاوان. قام هولي شورت في كتاب المستعمرة المفقودة بتبديل عينيه، تاركًا له عينًا زرقاء وعينًا عسليّة. اشتهر أرتميس بذكائه. كما يدعي أنه حصل على «أعلى معدل ذكاء تم اختباره في أوروبا»، ولكنه معروف أيضًا بنقص التنسيق والقدرة الرياضية. طوال السلسلة، يتعلم الأخلاق العميقة من شعب الجنيات ويصبح أكثر تعاطفاً وجدارة بالثقة، لكنه لا يزال يحتفظ بالكثير من ذكائه. بسبب السفر عبر الزمن في المستعمرة المفقودة، فإن سنه القانوني يصبح أكبر من عمره الحقيقي.

### بتلر
بتلر هو الخادم المخلص لعائلة فاول والحارس الشخصي لأرتميس، ويرافقه في جميع أنحاء العالم في مغامراته. إنه ثالث أكثر فناني الدفاع عن النفس مهارة على هذا الكوكب (الأول راهب في جزيرة بالمحيط الهادئ والثاني هو عمه)، وهو رامٍ رائع وخبير في الأسلحة النارية، ولديه خبرة هائلة في عالم الجريمة، وغالبًا ما يقدم المساعدة لأرتميس من خلال اتصالاته العديدة. اسمه الأول دوموفوي رغم أن لا أحد يعرف ذلك سوى أرتميس وجولييت. لديه أيضًا أخت صغيرة هي جولييت وتظهر في معظم الكتب. يتم تسليم بتلر ميتًا مؤقتًا في شيفرة الأبدية، ولكن يتم إنقاذه من خلال براعة رئيسه وقوى الشفاء لهولي شورت. سلاح بتلر المفضل هو مسدس Sig Sauer P226 من العيار 9 ملم، ولكن غالبًا ما يتعين عليه اللجوء إلى أسلحة خرافية أخرى لمهامه. ونتيجةً لإحيائه من الموت في رواية شيفرة الأبدية فإن جسده يصبح أكبر مما ينبغي.

### هولي شورت
هولي هي قزم حازمة ومباشرة والقائدة الوحيدة في قسم استطلاع شرطة العناصر السفلى LEPrecon. يبلغ طول هولي ثلاثة أقدام ونحيلة، ولها جلد بني، وشعر بني محمر. في الكتاب الأول يتم اختطافها من قبل أرتميس فاول، واحتجازها مقابل فدية، لكن على مدار السلسلة أصبحوا أصدقاء ببطء. ساعدت أرتميس في إنقاذ العالم في مناسبات عديدة، وهي واحدة من أصدقاء أرتميس القلائل. تتجاهل هولي القواعد والأوامر المعطاة لها. وهي أيضًا واحدة من أفضل الطيارين في LEPrecon.

### فولي
فوالي هو قنطور عبقري وتقني، ومهوس بالكمبيوتر. يعمل لدى شرطة العناصر السفلى LEP السلطات الخيالية، وهو مسؤول عن منع البشرية من اكتشاف الحضارة الخيالية. ذكائه يجعله مصابًا بجنون العظمة، مما يجعله يرتدي قبعة من القصدير «لحمايته من تكنولوجيا استكشاف العقل البشري». يصمم معظم الأسلحة والأجنحة والأدوات التقنية الأخرى التي تستخدمها LEP، مثل كاميرا إيريس. غالبًا ما تزعج سخريته وطبيعته الثرثارة ضباط LEP، على الرغم من أن سعادته الأكبر خارج نطاق هندسته هي تفاقم حالة القائد روت من المزاج السيئ. ويتزوج من سناتور تدعى كابالين في كتاب المستعمرة المفقودة، بينما الكابتن شورت وأرتميس في ليمبو، ويبدو أن هناك منافسة بينه وبين أوبال كوبوي التي تذكر ذلك بشكل متقطع خلال حوارها.

### أوبال كوبوي
أوبال هي عابثة عبقرية مختلة عقليًا ومريضة بجنون العظمة وحلمها هو الهيمنة على العالم وتدمير LEP. قامت ببناء معامل كوبوي وهي شركة تكنولوجية استخدمتها لسحق شركة والدها بسبب الحقد. ظهرت أوبال في العديد من كتب أرتميس فاول باعتبارها الخصم الرئيسي له. وتكره فولي لأنه تفوق عليها في مسابقة علمية في الكلية، وتعتقد أن الحكام اختاروا فولي لمجرد أنه ذكر. ومع ذلك، أصبحت العدو اللدود لأرتميس بعد أن أحبط هو وهولي خططها عدة مرات. في كتاب خدعة أوبال، خلقت استنساخًا لنفسها للهروب من السجن، وفي وقت لاحق قتلت جوليوس روت بقنبلة، وأطرت هولي شورت. في الماضي تم الكشف عن أنها حصدت سائل دماغ سيلفاكا ليمور الحريري كإحدى الخطوات لتحقيق الهيمنة على العالم. قامت لاحقًا بقتل ماضيها الذي خلقته بنفسها في مفارقة الوقت، وخلقت مفارقة. تقُتل أوبال في وقت لاحق على يد أورو شايدوفا زعيم الجنود الخياليين الذين قُتلوا في معركة تيلت.

### مولتش ديجامز
هو قزم مجرم مصاب بهوس السرقة وقد تورط في الجريمة لمدة أربعة قرون. عند النظر إلى متوسط عمر القزم، فهو ليس بهذا العمر. كان ذات مرة قزمًا منجمًا، لكنه قرر لاحقًا أن السرقة من البشر تناسبه بشكل أفضل. لم يعد يتمتع بالقوى السحرية الكبيرة للجني المعتاد نظرًا لأنه سرق من البشر، لكنه احتفظ بهبة الألسنة، وأظهر أيضًا قدرته على التحدث بلسان «الكلب الأمريكي» في حادث القطب الشمالي. يصر على أن البشر كانوا يسرقون من الجنيات، والأرض وأنه ببساطة يستعيدهم أو يستعيد الأشياء منهم. في الكتب المبكرة، ساعد شرطة العناصر السفلى LEP ضد أرتميس فاول، على الرغم من أنه في وقت لاحق انضم إلى أرتميس فاول. في النهاية عندما تكون الجنيات وأرتميس على أرض مستقرة ينضم إلى الجنيات في العديد من المغامرات، حيث يعمل كمساعد لشرطة LEP في بداية كتاب مفارقة الزمن.

### جوليوس روت
تولى جوليوس روت قيادة قسم استطلاع شرطة العناصر السفلى، وكان مسؤولًا عن جميع الأنشطة المتعلقة بتتبع أولئك الذين يتركون الحضارة الخيالية، لمنعهم من الاتصال بالبشر. اشتهر بوجهه المتعرج (ومن هنا جاء اسمه المستعار «جذر الشمندر») ومزاجه المتقلب للغاية، قاد LEPrecon في عدة مهمات حتى قتلته أوبال كوبوي بمتفجرات في خدعة أوبال وتولت القيادة هولي شورت بدلا منه. عادة ما يحتقر تجاهل هولي للقواعد والأوامر. ومع ذلك، يبدو أيضًا أن روت كان يشبه هولي شورت كثيرًا عندما كان أصغر سنًا؛ يذكر الكتاب أن هولي شورت قد تغلبت مؤخرًا على الرقم القياسي للسرعة الذي كان قد تم تسجيله قبل 80 عامًا بواسطة جوليوس روت. يكره جوليوس روت أن يناديه فولي باسمه الأول. جوليوس روت كان لديه أيضًا شقيق يدعى تيرنبول روت، ويصبح الخصم الرئيسي لأرتميس في كتاب عقدة أطلانطس.

### براير كودجون
كان كودجون خصمًا ثانويًا في الرواية الأولى، وكان ملازمًا سابقًا في شرطة العناصر السفلى LEP إلا أنه تعرض للإذلال من قبل القائد جوليوس روت، ولسوء حظه بسبب وجهه فظيع المظهر، نتيجة اصطدام سائل غير قانوني معزز للعقل مع مهدئ جوليوس روت المستخدم في الرواية الأولى. يسعى كودجون للانتقام من جوليوس روت فيتعاون مع أوبال كوبوي في حادث القطب الشمالي. إلا أن خطتهم تشفل فجأة عندما قام فولي المستشار التقني في LEP بإدراج مقطع فيديو في مختبرات كوبوي لفضح اعترافات براير كودجون بالخيانة والعمل لصالح لوبال. وغاضبة من ذلك تهاجم أوبال كودجون، وفي الصراع اصطدموا بخط أنابيب يحتوي على البلازما المعاد إشعالها، والتي تحرق كودجون بعنف حتى الموت. وتؤذي أوبال بشكل رهيب.

## الموضوعات
قال كولفر في مقابلات له أن السلسلة تدور حول نشأة أرتميس. كما أن موضوعات الجشع، والثقة، والفارق بين الخير والشر موجودة أيضًا في الكتب. أراد كولفر إنهاء السلسلة بوضع اختيار بسيط ما بين أن تكون طيبًا دون مكافأة، أو أن تكون مجرما مقابل مكافأة.

## الاستقبال النقدي
لخص كولفر الكتاب الأول بأنه عبارة عن "موت قاسي مع الجنيات". يطلق النقاد على السلسلة اسم "هاري بوتر الجديد"، على الرغم من أن كولفر ذكر في عام 2001 أنه لا يوافق على تلك التسمية. وصفت كيت كيلاواي من صحيفة الأوبزرفر الكتاب الأول بأنه: 
"ذكي وممتع لمرة واحدة. إنه يومض باختراع عالي التقنية -كما لو كان كولفر ملهمًا بقدر ما كان كاتبًا". 
قالت مجلة التايم عن الكتاب: 
"إن أرتميس فاول مرن، ومرح، ومضحك للغاية، والكتاب هو مزيج مبتكر من الأسطورة والحداثة، والسحر والجريمة"،
بينما قالت صحيفة نيويورك تايمز بوك ريفيو أن: 
"كولفر قد قام بعمل هائل، متفجر بشكل جيد في كتابة كتاب يمكن وصفه بدقة بأنه" داي هارد مع الجنيات ".
قدمت صحيفة الغارديان مراجعة إيجابية لكتاب عقدة أطلانطس، الكتاب السابع في السلسلة، لكنها أشارت إلى أنه: 
"من الواضح أيضًا أنه مقدمة للنهاية الكبرى".
وحظيت رواية الحارس الأخير الرواية الثامنة والأخيرة من السلسلة بتعليقات إيجابية من مراجعات كيركاس، وصحيفة إنترتينمنت ويكلي، ومجلة التايمز الأيرلندية. كما فازت بجائزة الكتاب الأيرلندي لعام 2012 في مسابقة كتب الأطفال الأيرلندية - فئة الكبار.

أختير أرتميس فاول في عام 2010 من قبل القراء باعتباره العنوان المفضل لـدار نشر بافن بوكس على مر العصور، والذي وصفه كولفر بأنه: 
«أكثر لحظاته المهنية التي يفتخر بها».

## النسخة السينمائية
في عام 2001 تم الإعلان عن خطط لتصوير فيلم مقتبس من السلسلة. بعد قيام شركة أفلام ميراماكس بشراء حقوق الفيلم وتعاقدها مع لورنس جوترمان لإخراج الفيلم. وفي عام 2003 صرح كولفر أنه قد تم الانتهاء من سيناريو الفيلم، وأنه من المقرر أن يبدأ اختيار الممثلين في نفس العام، لكنه أعرب عن شكوكه حول ما إذا كان هذا سيحدث أم لا، وعلى الرغم من أن كولفر كشف أن الفيلم كان في مرحلة ما قبل الإنتاج. ظل الفيلم قيد التحضير، وكان من المفترض أن يكون في مرحلة التحضير حتى عام 2011، عندما أفيد أن جيم شيريدان كان مهتمًا بإخراج الفيلم مع طرح اسم ساويرس رونان للعب دور هولي شورت.
في يوليو 2013 أعلنت شركة والت ديزني بيكتشرز أن فيلم أرتميس فاول الذي يغطي أحداث الروايات الأولى والثانية من السلسلة ستنتجه كل من شركة ديزني، وشركة ذا واينشتاين، وسيكتب له السيناريو مايكل غولدنبرغ. وقد وقع كل من روبرت دي نيرو، وجين روزنتال على المشروع كمنتجين تنفيذيين.
في 1 سبتمبر 2015 ذكرت مجلة فارايتي أنه تم التعاقد مع كينيث براناه لإخراج الفيلم من إنتاج شركة ديزني، ومع الكاتب المسرحي الأيرلندي كونور ماكفرسون ككاتب سيناريو، وجودي هوفلوند كمنتج تنفيذي. وأكد وين وكولفر هذا في مقطع فيديو لأرتميس فاول كونفيدينتال، وتحدث مع راديو RTE 1 حول لقائه ببراناغ عدة مرات لمناقشة الفيلم قبل الإعلان عن البدء في إنتاجه. في 12 سبتمبر 2017 أعلنت ديزني أن الفيلم المقتبس سيصدر في 9 أغسطس 2019، كما أُعلنت أن قصة الفيلم مبنية على أول كتابين في السلسلة.
أعلن في 11 أكتوبر 2017 أن شركة ديزني قد ألغت تعاقدها على الفور مع هارفي وينشتاين كمنتج للفيلم، وكذلك أنهت إنتاجه بالتعاون مع شركة وينشتاين بعد جدل حول سوء السلوك الجنسي لهارفي وينشتاين. في 20 ديسمبر 2017 أُعلن أن الوافدة الأيرلندية الجديدة فيرديا شو قد تم اختيارها في دور أرتميس فاول الثاني، إلى جانب جودي دينش في دور القائد روت، وجوش جاد في دور مولتش ديجامز، ولارا ماكدونيل في دور الكابتن هولي شورت، ونونسو أنوزي في دور باتلر. بدأ التصوير رسميًا في مارس 2018 بالتصوير في إنجلترا، وأيرلندا الشمالية، ومدينة هو تشي مينه.
في 7 مايو 2019 أجلت شركة استوديوهات والت ديزني موعد إطلاق الفيلم الذي كان مقررًا أصلاً في 9 أغسطس 2019 إلى 29 مايو 2020، كجزء من تغيير جدول إصداراتها، كما أعلن عن لعب كولين فاريل لدور أرتميس فاول الأول، ثم سحب الفيلم بالكامل في 3 أبريل 2020 بسبب جائحة كوفيد-19، ثم صدر لأول مرة  عبر منصة ديزني بلس في 12 يونيو 2020.
انتقد الفيلم عند إصداره لإزالة التحولات في شخصية كل من أرتميس فاول، وهولي شورت الموجودة في سلسلة الكتب من الفيلم، مع تحول فاول من الخصم إلى بطل الرواية، وتحولت هولي شورت من بطل الرواية إلى شخصية مساندة. كذلك انتقد اختيار ماكدونيل أيضًا لكونها بيضاء البشرة، وهو ما لا يتماشى مع الوصف الجسدي القصير في سلسلة الكتب الذي يشير إلى أن لها بشرة بنية اللون. كما تم انتقاد اختيار نونسو أنوزي في دور بتلر لعدة أسباب منها: أن الشخصية توصف في سلسلة الكتب بأنها أوروبية آسيوية، ويمكن اعتبارها يابانية، أو روسية، وأن الوصف المادي للشخصية يرعب أي شخص في وجوده، بالإضافة إلى خلفيته، وانحداره من عائلة خدمت عائلة فاول لقرون، كما أنه يجسد العديد من الصور النمطية للأمريكيين الأفارقة، ولا سيما مجازات «الرجل الأسود المخيف»، و«الخادم الأسود».

## روابط خارجية
- Official website
- Official UK website
- Eoin Colfer's website
- The Artemis Fowl Wiki
- Artemis Fowl Confidential – Fan Site